# Desmonus austrus
Desmonus austrus är en mångfotingart som beskrevs av Ottis Robert Causey 1958. Desmonus austrus ingår i släktet Desmonus och familjen Sphaeriodesmidae. Inga underarter finns listade i Catalogue of Life.